# Socha svatého Jana Nepomuckého (Chrudim)
Barokní pískovcová socha svatého Jana Nepomuckého od neznámého autora byla pořízena v letech 1719–1728 jako součást souboru sochařských děl instalovaných v Široké ulici v okresním městě Chrudim. Socha je od roku 1958 chráněna jako nemovitá kulturní památka ČR.

## Historie
Socha svatého Jana Nepomuckého byla v roce 1960 spolu se zbylými čtyřmi sochami světců přemístěna kvůli rozšíření ulice na bývalý hřbitov u kostela svatého Michaela archanděla a v roce 1997 byla umístěna zpět na pískovcový parapet rampy v Široké ulici (u mostu přes mlýnský náhon), stoupající od mostu u muzea nad městským náhonem.

## Popis
Na nízkém hranolovém podstavci umístěném na novodobém pískovcovém parapetu rampy na začátku Široké ulice stojí na vyšším pilíří zakončeném nahoře profilovanou římsou socha svatého Jana Nepomuckého v životní velikosti. Světec je oděn v tradiční kanovnické roucho s biretem na hlavě a stojí s nakročenou levou nohou a hlavou se svatozáří s pěti hvězdami skloněnou k levému rameni.